# Tichémont
Tichémont est un hameau et une ancienne commune de Meurthe-et-Moselle en région Grand Est qui fait partie de la commune de Giraumont.

## Géographie
Tichémont est situé au nord-ouest de Giraumont, en direction d'Hatrize et de Labry.

## Histoire
- Attesté pour la première fois en 1055 dans une donation de terres de l'abbaye de Gorze à un dénommé Martin de Tichémont[1].
- Siège d'un fief du duché de Bar en 1388.
- Faisait partie du Barrois dans le  bailliage de Briey.
- Château pillé par les Français (1635) et par les Suédois (1636) durant la guerre de Trente Ans[1].
- Fut rattaché à Giraumont le 4 août 1811.
- Accueille à partir de 1912 les logements des plus importants employés de la mine de fer de Giraumont. Le château est racheté et restauré par la Société des mines de fer. Il est habité par son directeur[2].

### Toponymie
- Tiche signifie allemand en ancien français.
- Ticheimon en 1055, Thieschmon en 1335, Thiéchémont en 1634, Tichemont en 1793.

## Démographie
| 1793 | 1800 | 1806 |
| ---- | ---- | ---- |
| 46   | 49   | 37   |

## Lieux et monuments
- Château fort de Tichémont (XIVe siècle).